# Château de Reynel
Le château de Reynel est situé dans la commune de Reynel dans la Haute-Marne, à 30 km au nord de Chaumont (préfecture de la Haute-Marne). Le château, inscrit à l'inventaire supplémentaire des monuments historiques en 1989, date du XVIIIe siècle (1763-1772). Situé sur un éperon escarpé, Reynel était au Moyen Âge un poste de défense avancé en face du Saint-Empire romain germanique, puis de la Lorraine.

## Historique

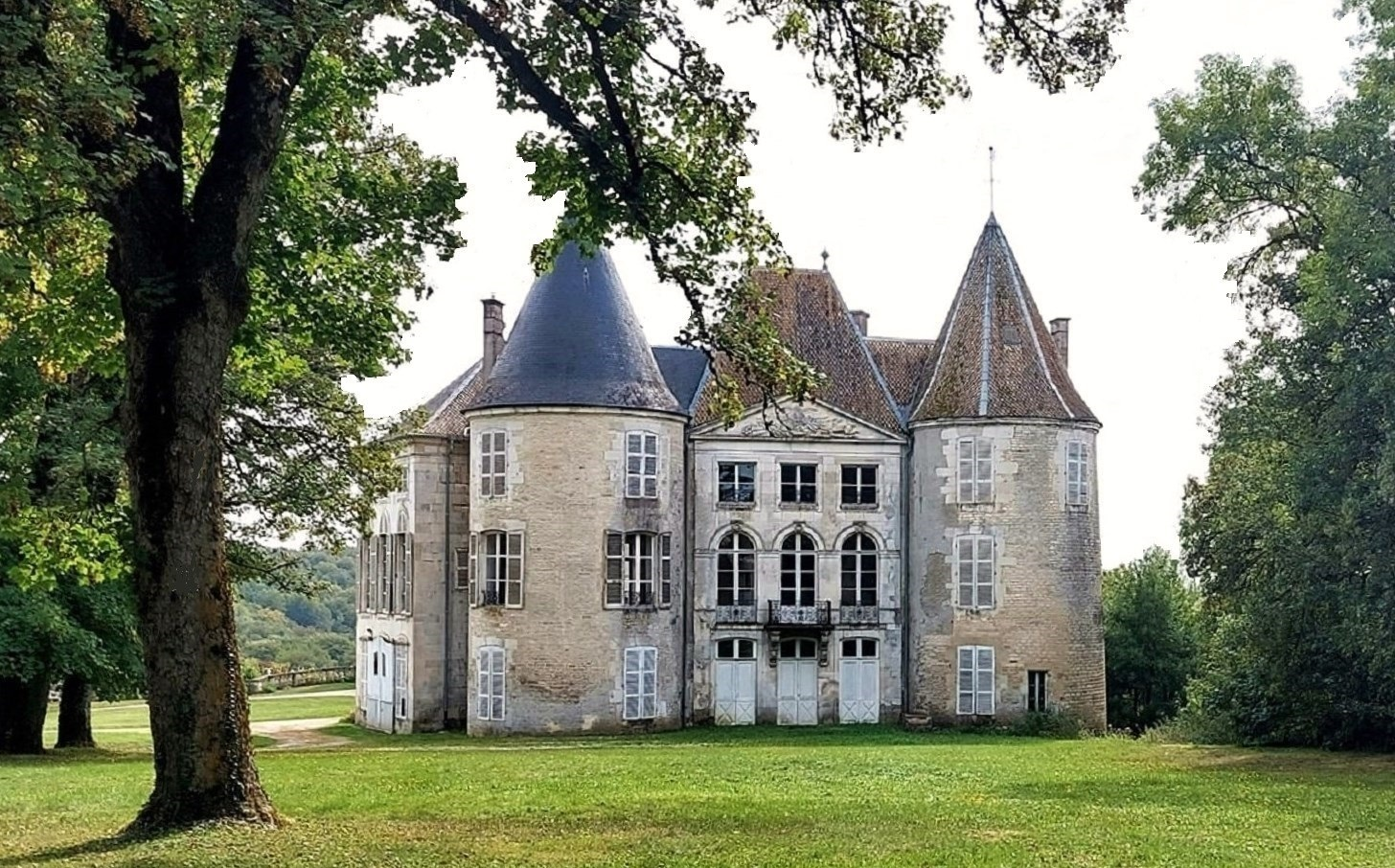
le Château

La seigneurie de Reynel fut érigée en comté en 757 par Pépin le Bref, puis en marquisat par François II  en 1560. Du fait de sa situation stratégique, elle a appartenu à d'importantes familles, les Joinville, et la famille d'Amboise.
Le château a souffert d'abord des guerres de Religion, puis de la guerre de Trente Ans. Au milieu du XVIIe siècle, il était dans un état de délabrement tel que, lors de son achat en 1763, Claude-Adrien de la Rue, comte de Mareilles, en fit disparaître les vestiges à l'exception d'une tour ronde. Le château fut reconstruit de 1763 à 1772 tel qu'il se présente dans son ensemble aujourd'hui.
Au XIXe siècle, le château était la propriété de la famille Collin, dite de Civry, qui l'avait acheté vers 1844, puis celle de Louis François de Beurges (1782-1860), comte de Beurges, député de la Haute-Marne époux en 1816 de Charlotte Louise Mélanie Lallemant.
Leur fils unique fut Henri Charles Louis de Beurges (1822 Bar-le-Duc - 8/5/1912 Ecot, 52), propriétaire des forges de Manois, demeurant rue de l'Université à Paris époux le 12/6/1851 d'Alexandrine de Rohan-Chabot (26/3/1831 - 24/6/1907 Paris, 8e au 51 avenue Montaigne), dont une fille unique Osine de Beurges (1853-1877), amie d'enfance de Mathilde Mauté (1853-1914) épouse de Paul Verlaine, et qui vint souvent faire des séjours au château avec ses parents.
Depuis 1942, des restaurations effectuées par l'actuel propriétaire ont sauvé le château de l'abandon.

## Architecture
Le château est constitué d'un long corps de logis, flanqué du côté de la cour d'honneur de deux pavillons rectangulaires placés de biais et orientés à l'est. Il n'y a plus de chapelle aujourd'hui.
Au sud, dans l'angle formé par le corps de logis et le pavillon, une terrasse a été aménagée sur l'emplacement du donjon; on y jouit d'une vue remarquable sur une étroite vallée avec un plan d'eau aménagé entre les pentes boisées, Verlaine y a composé quelques vers.
Au XIXe siècle, le comte de Beurges, a  légèrement modifié la physionomie du château en accolant au nord, à côté de la chapelle, un autre pavillon entre deux tours rondes au toit conique.

## Comtes puis seigneurs de Reynel
Reynel a été élevé en marquisat en 1560 et appartenait aux familles de Joinville puis d'Amboise.